# Papamoscas común
Los piquituertos o papamoscas común (Aves: Fringillidae: Loxia) se han diversificado en asociación con los grandes cambios que han sufrido los bosques boreales a lo largo del pleistoceno. En las Baleares existe una población sedentaria en Mallorca, además de aves que irrumpen esporádicamente en el Mediterráneo. Los piquituertos residentes son claramente distintos, y han mantenido su identidad desde el pleistoceno superior, lo que indica un aislamiento reproductivo de sus congéneres continentales, con los que presentan diferencias genéticas fijas. Su morfología divergente se puede interpretar como una adaptación a explotar pinares con suministro alimenticio irregular, en condiciones de insularidad. Las pruebas que aportan la morfometría, la paleontología, la genética molecular, la ecología y la biogeografía indican que se trata de una especie endémica: Loxia balearica (Homeyer, 1862). Su reconocimiento como especie distinta, junto al de la pardela balear, implica que las Baleares son un área de endemismo ornitológico de importancia global, la única en Europa occidental.
- Datos: Q6060086